# Aquí y ahora (álbum de Lucybell)
Aquí y ahora corresponde a un álbum compilatorio de la banda de rock chilena, Lucybell. El álbum fue lanzado por Warner Music México, poco después del cierre de contrato entre Lucybell y esta.
Este álbum reúne todos sus éxitos desde el año 1991, pero resaltando temas del último álbum de Lucybell, Comiendo fuego.

## Lista de canciones
1. "Cuando respiro en tu boca"
2. "Mataz"
3. "Caballos de histeria"
4. "Luces no bélicas"
5. "Milagro"
6. "Amanece"
7. "Mil caminos"
8. "Tu sangre"
9. "Ver el fin"
10. "Sálvame la vida"
11. "Hoy soñé"
12. "Golpes"
13. "Eternidad"
14. "Fe"
15. "Infinito amor"
16. "Raptame del fin"
17. "Pez demonio"
18. "Vuelve a mí"

- Datos: Q5702109